# フランク・ザッパ
フランク・ヴィンセント・ザッパ（英語: Frank Vincent Zappa、1940年12月21日 - 1993年12月4日）は、アメリカ合衆国のシンガーソングライター、マルチプレイヤー、作曲家、編曲家、バンドマスターである。イタリア系アメリカ人。また生涯を通じて、アメリカ政府、共和党、キリスト教右派（キリスト教原理主義者）、検閲、音楽産業などを批判して、アメリカの問題点をきびしく指摘し続けた。支持政党は民主党。大統領選挙出馬が実現した場合は、民主党、もしくは独立系無所属での立候補の可能性もあった。青年期までカトリック信者だったが、後に無宗教となった。
1960年代の半ばから52歳で病没する1990年代前半まで、前衛的なロックを演奏し、ツアーもこなしながら多数のアルバムを発表し、ロック・ミュージックとポピュラー音楽が表現可能な領域を拡大した。すなわち、前衛ロック、現代音楽、ジャズ・ロック／クロスオーバー、構築的な電子音楽、などのジャンルのポピュラー音楽的翻案に先鞭をつけ、なおかつR&B、ドゥーワップ、ブルース、サイケデリック・ロック、ハード・ロック、プログレッシヴ・ロック、ブルース・ロック、フリー・ジャズ、レゲエ、ディスコなどの音楽を取り入れた多様性を確保した作風を示した。その功績は広く認知され、1988年には第30回グラミー賞のベスト・インストゥルメンタル・パフォーマンス部門を受賞した。
ローウェル・ジョージ、ジョージ・デューク、テリー・ボジオ、ヴィニー・カリウタ、エイドリアン・ブリュー、ウォーレン・ククルロ、スティーヴ・ヴァイ、マイク・ケネリーなど、後年著名となったミュージシャンを数多く輩出した。多くの作品を発表した上に、自作曲の再演やリアレンジも積極的に行った。その活動の活発さゆえ未発表テイクやライヴ音源が膨大に残されており、没後30年近く経った現在も、遺族によって年に複数の「新作」が発表されるほどである。
「ローリング・ストーンの選ぶ歴史上最も偉大な100人のギタリスト」において2003年は第45位、2011年の改訂版では第22位。「ローリング・ストーンの選ぶ歴史上最も偉大な100組のアーティスト」において第71位。

## 来歴

### 生い立ち
1940年12月21日、フランク・ヴィンセント・ザッパは、メリーランド州ボルチモアで、フランシス・ヴィンセント・ザッパ（Francis Vincent Zappa、1905年 - 1973年）とローズ・マリー・ザッパ（Rose Marie Zappa、1912年 - 2004年）の第一子として誕生した
フランシスは科学者で数学者でもあり、ザッパが生まれた時にはメリーランド州エッジウッドにあったアメリカ陸軍の兵器工場に気象学者として勤務し、一家はエッジウッドの陸軍官舎に住んでいた。1951年12月に一家はザッパの喘息療養のためカリフォルニア州のサンフランシスコから100マイル南のモンタレーに転居した。フランシスの仕事の都合で、一家はその後、ポモナ、エルカホン、サンディエゴを転々とし、ザッパは15歳の時までに合計6つの学校に通った。
1956年、フランシスはモハーヴェ砂漠の西端に位置するアンテロープ・バレーのエドワーズ空軍基地の近くにある連邦政府化学戦研究施設に勤務することになり、一家はサンディエゴからランカスターに転居し、ザッパはアンテロープ・バレー・ハイ・スクールに転入した。フランシスは1956年から1959年まで最高機密情報を取り扱う適格性を問われるセキュリティ・クリアランスを受けた。一家はこの空軍基地の近くに暮らしたため、事故に備えて家庭には防毒マスクが常備されていた。
ザッパは12歳でドラムスを始め、17歳でギターに転向した。彼はドゥーワップの熱心なファンで、15歳から17歳まではR&Bばかり演奏しており、本人曰く「クラレンス・"ゲイトマウス"・ブラウンやジョニー・"ギター"・ワトソン、ギター・スリムなどに影響を受けた」。バンド活動を始めたのも高校生の時で、サンディエゴのミッション・ベイ・ハイ・スクールに通っていた時にザ・ランブラーズ（The Ramblers）というR＆Bバンドに加入してドラムスを担当し、ランカスターのアンテロープ・バレー・ハイ・スクールではR＆Bバンドのザ・ブラック‐アウツ（The Black-Outs）を結成してドラムスを担当した。またアンテロープ・バレー・ハイ・スクールでは、同級生のドン・グレン・ヴリートとザ・スパニエルズやジ・オーチッズなどのドゥーワップ・グループやR&Bミュージシャンのレコード鑑賞を通じて親交を深め、ザッパがギター、ヴリートがボーカルを担当してレコーディングをするようになった。
一方、彼は14歳の頃にエドガー・ヴァレーズの作品集を購入して夢中になり、続いてイゴール・ストラヴィンスキーやアントン・ウェーベルンの作品も熱心に聴くようになった。アンテロープ・バレー・ハイ・スクールの最上級学年の時には、許可を受けてアンテロープ・バレー・ジュニア・カレッジで和声の講義を聴いた。

### 初期の活動
1958年6月、アンテロープ・バレー・ハイ・スクールを卒業したザッパは、アンテロープ・ジュニア・カレッジ、続いてアルタ・ローマのシャフィー・ジュニア・カレッジに入学したが、それぞれ一学期在籍しただけで退学した。そして幾つかの会社勤めをしながら地元サン・バーナーディーノのクラブに出演し、キャリアを積んだ。1959年、家族がランカスターからロサンゼルス近郊のクラレモントに転居したのと同時に、彼は単身ロサンゼルスに移った。そして、アンテロープ・バレー・ハイ・スクールの英語教師だったドン・セルヴェリスが1959年に脚本を書きマーセデス・マッケンブリッジが主演した西部劇映画"Run Home Slow"（1965年）の映画音楽を担当し、19歳にして現代音楽作曲家としてのキャリアをスタートさせた。また1962年に公開された映画"The World's Greatest Sinner"の音楽も担当した。
1961年、レコーディング・エンジニアのポール・バフに出会い、バフがカリフォルニア州クカモンガ〈現ランチョクカモンガ）に設立したパル・レコーディング・スタジオ（以下、パル・スタジオと呼称する）でレコーディングの基本を学んだ。1962年にポモナで出会ったボーカリストのレイ・コリンズをパル・スタジオに誘って共同でレコーディングを行ない、1963年にNed and Neldaの名義でシングル'Hey Nelda'、Baby Ray and The Fernsの名義でシングル'How's Your Bird?'を発表した。また彼等は'Memories of El Monte'という楽曲を共作。ザッパはこの曲を当時西海岸で人気があったディスク・ジョッキーのアート・ラボーに聴かせると、ラボーはこの曲を気に入って、ドゥーワップ・グループのザ・ペンギンズが録音することを提案した。ザ・ペンギンズはザッパをプロデューサーに迎えて、パル・スタジオでこの曲を録音して、1963年にラボーのレコード会社であるオリジナル・サウンド（Original Sound）からシングルとして発表した。また彼等の別の共作である'Everytime I See You'はドゥーワップ・デュオのザ・ハートブレイカーズのシングルとして1963年4月に発表された。
バフはオリジナル・サウンドと契約を結んだのでハリウッドのスタジオで作業する時間が増え、パル・スタジオはザッパが引き継いだ形になっていった。彼は最初の結婚生活が破綻した後にはスタジオに引っ越して、そこで生活しながらレコーディング作業に没頭した。そして1964年7月に"Run Home Slow"の音楽担当の報酬を受け取ったので、その大半を資金源にしてバフからパル・スタジオを買い取って、8月1日にスタジオZとして再出発させ、引き続いて様々なレコーディング活動を行なった。その一つである"I Was a Teen-age Malt Shop"は1962年にコリンズと発表したシングル'Hey Nelda'の名義に因んだNedとNeldaという父娘を題材にしたロックン・ロールのオペラだった。彼は同年12月に、この作品をCBSの番組プロデューサーに聴かせて番組で取り上げてもらおうとしたが、彼の企ては失敗して作品はお蔵入りになった。高校の同級生のヴリートらとスタジオZで録音した主題歌は、ザッパの『ミステリー・ディスク』（1998年）に収録されている。

### ザ・マザーズ・オブ・インヴェンション

#### 1964年から1969年まで
1964年、ザッパは、レイ・コリンズ（ボーカル）がリーダーを務めジミー・カール・ブラック（ドラムス）、ロイ・エストラーダ（ベース・ギター）が在籍していたザ・ソウル・ジャイアンツというバンドに、ギタリストとして加入した。ザ・ソウル・ジャイアンツはソウル・ミュージックのカヴァー・バンドであったが、ザッパの提案によってオリジナル曲を演奏し始めた。1965年、彼等はMGMレコードの子会社であるヴァーヴ・レコードと契約を結び、名前をザ・マザーズ・オブ・インヴェンション（本稿ではMOIと略称する）に変えて、翌1966年にデビュー・アルバム『フリーク・アウト!』をリリースした。ザッパ作の全14曲から構成された本作は、当時としては異例の2枚組であり、ロック史上初のコンセプト・アルバムの一つであった。
MOIは新しいメンバーを加えて1969年まで活動を継続し、アルバムを7作発表した。MOIの作品のほぼ全てはザッパの単独名義だったが、ザ・ソウル・ジャイアンツ時代からのトラディショナルな素地を持ったコリンズ、ブラック、エストラーダに、バンク・ガードナー（木管楽器）やアート・トリップ（パーカッション）のようなオーケストラ出身者、ドン・プレストン（キーボード）のようなセッションマン、イアン・アンダーウッド（キーボード、サクソフォーン）のようなジャズやクラシックの素養豊かな音楽修士、と様々なバック・グラウンドを持った新メンバーを迎えたMOIは、各メンバーの個性と才能が存分に発揮された多彩な音楽性を呈していた。MOIの音楽は、ブルースやR&B、ジャズ、ドゥー・ワップなどの所謂ルーツ・ミュージックに現代音楽の要素を加えた、今日で言うクロスオーバーの先駆的なものだった。『フリーク・アウト』でのオーケストラとの共演や『アンクル・ミート』（1969年）での室内楽的なアプローチやテープ編集によるスタジオ音源とライヴ音源とのミックスなど、ザッパが取り入れた技法の斬新さも特筆すべきものがあった。彼はMOIのコンサートで「ルイ・ルイ」などのトラディショナルなナンバーも取り上げる一方、『クルージング・ウィズ・ルーベン&ザ・ジェッツ』（1968年）では架空のドゥー・ワップ・バンドのアルバムという設定で現代音楽の斬新なコード進行とアレンジを施した新しいドゥー・ワップを披露し、幾つかの収録曲にはストラヴィンスキーの作品の一部までも取り込んだ。
さらに彼はMOIの活動と並行して『ランピー・グレイヴィ』（1968年）と『ホット・ラッツ』（1969年）の2作のソロ・アルバムを発表し、既に群を抜いた多作振りを示していた。これらのソロ・アルバムではMOIのアルバムとは別種の方向性を打ち出し、具体音楽とジャズ・ロックにポピュラー音楽的解釈をいち早く導入した。アメリカではMOIのアルバムもソロ・アルバムもヒットしなかったが、イギリスでは『ホット・ラッツ』がヒットチャートで上位を占め、『メロディ・メイカー』誌の1969年度の「Album Of The Year」に輝いた。
当初MOIはMGMレコードの子会社のヴァーヴ・レコードに所属していたが、充分なプロモーションを受けられず不遇だった。そこでザッパは1968年に「ビザール・レコード」と「ストレイト・レコード」という二つのインディーズ・レーベルを設立して、前者からはMOIや自分の作品、後者からはキャプテン・ビーフハート・アンド・ヒズ・マジック・バンド、アリス・クーパー、ティム・バックリィ、The GTOsらの作品を発表した。キャプテン・ビーフハートこと旧友ドン・ヴァン・ヴリートが率いるキャプテン・ビーフハート・アンド・ヒズ・マジック・バンドのアルバム『トラウト・マスク・レプリカ』（1969年）は、ザッパのプロデュース作品の代表の一つに挙げられてきた。
1969年8月18日、モントリオールでMOIのコンサートを行なった後、同年10月にザッパはMOIの解散を発表した。翌1970年に、MOIの未発表の音源を編集した『バーント・ウィーニー・サンドウィッチ』と『いたち野郎』が発表された。『バーント・ウィーニー・サンドウィッチ』には、シュガーケイン・ハリス（バイオリン）が参加している。

#### 再結成までの移行期
ザッパはMOIの解散を発表した10月、ベルギーで24日から28日まで開かれたアムージ―音楽祭（Festival d'Amougies）の進行役を務めた。そして11月から1970年4月まで、元MOIのトリップとアンダーウッド、ハリス、イギリス人のエインズレー・ダンバー（ドラムス）など4人ないし5人のミュージシャンを様々に組み合わせて、フランク・ザッパ・アンド・フレンズ、フランク・ザッパ・アンド・ホット・ラッツ、チュンガなどのバンド名で、カリフォルニア州で数回ライブ活動を行なった。
1970年5月、コリンズ、アンダーウッド、モーターヘッド・シャーウッド（バリトン・サクソフォーン）、ビリー・ムンディ（ドラムス）らMOIの元メンバー、ダンバー、ジェフ・シモンズ（ベース・ギター、ボーカル）を集めてMOIを一時的に再結成した。彼等は5月15日にカリフォルニア大学ロサンゼルス校（UCLA）のポーリー・パビリオンでズービン・メータが指揮するロサンゼルス・フィルハーモニックと共演したほか、ニューヨークのフィルモア・イーストやシカゴで数回コンサート活動を行なった。

#### 1970年から1971年まで
ソロ・アルバム『チャンガの復讐』で幕を開けた70年代のザッパの音楽は、ロック、ジャズ・ロック、ブラック・ミュージック、ジャズ・フュージョン、パンク／ニュー・ウェイヴ、ファンク、レゲエと、幾度も変遷を繰り返した。1970年6月、彼はアンダーウッド、ダンバー、シモンズ、タートルズのヴォーカリストであったハワード・カイランとマーク・ボルマンのデュオ、ジョージ・デューク（キーボード）らと新しいMOIを結成して、60年代に比べると、ややポップな歌ものに傾斜したアプローチを見せた。20分を超える大曲「ビリー・ザ・マウンテン」を収録した『ジャスト・アナザー・バンド・フロム L.A.』（1972年）は、ミュージカル的な掛け合いをサウンドの一部として聴かせており、当時の布陣による一つの音楽的成果と言える。1971年には映画『200モーテルズ』とアルバム『200モーテルズ（サウンドトラック）』を発表した。
1971年12月4日、モントルーのカジノ「モントルー・カジノ」での公演中に、観客の一人が会場の天井に向けてフレア・ガンを発射したので火災が起こり、MOIはその機材すべてを失った。ショーが始まって1時間過ぎた頃に、「フレア・ガンを持ったいかれた野郎」が天井に向かって銃を発射したので発火。天井は竹で出来ていたので火はあっという間に広がり、十数時間以上燃え続けて、カジノは全焼した。モントルー・ジャズ・フェスティバルの創設者であるクロード・ノブスが観客を必死に誘導したので幸い負傷者は出なかった。翌週の12月10日、ロンドンのレインボウ・シアターで開かれた次の公演中、ザッパはステージに乱入した一人の観客にオーケストラ・ピットに突き落とされ、10フィートもの高さからコンクリートの床に落下して重傷を負った。事件発生直後は生命すら危ぶまれたほどで、一命はとりとめたものの全身に及ぶ複雑骨折を負い、翌1972年の9月まで静養生活を送らざるを得なくなった。この傷害事件の結果、彼はツアーに出ることもままならなくなり、MOIは解散状態に陥った。

#### 負傷静養期間
静養期間中に、ザッパはビッグ・バンド・スタイルによるジャズ・ロックのスタジオ録音に没頭する。その成果は、1972年に立て続けに発表されたビッグ・バンド形式のソロ・アルバム『ワカ/ジャワカ』（同年2月）とMOI名義のアルバム『グランド・ワズー』（同年11月）として結実した。
同年9月、彼はアンダーウッド、当時アンダーウッドの夫人だったルース・アンダーウッド（パーカッション）、ブルース・ファウラー（トロンボーン）、元デレク・アンド・ザ・ドミノスのジム・ゴードン（ドラムス）、『ワカ/ジャワカ』の制作に参加したミュージシャン、新たなセッション・ミュージシャンなどからなる総勢20名のザ・グランド・ワズー・オーケストラを編成してライブ活動を再開し、アメリカとヨーロッパで7回のコンサートを開いた。さらに彼は、ザ・グランド・ワズー・オーケストラからゴードンを含む9名を選び出して総勢10名のザ・プチ・ワズーを編成して、10月から12月にかけてアメリカとカナダでコンサートを開いた。
ザッパは傷害事件による骨折で高音域の発声が圧迫され、特徴的なロー・トーン・ヴォイスになってしまった。静養期間を経て、彼は本人が「（引用者註・自分のヴォーカリスト・演奏者としての力量をさして）この程度のスペックでは自分のオーディションにさえ合格できない」と述べた程の厳格なオーディションを行って非常に高い演奏技術を持ったミュージシャンを集めるようになり、期せずして「ザッパ・スクール」が形成されることとなった。総じて、この事件はまさに「怪我の功名」とも言うべき結果を導いた。

#### 1973年から1976年まで
1973年2月、ザッパはアンダーウッド夫妻、デューク、ジャン＝リュック・ポンティ（ヴァイオリン）、ラルフ・ハンフリー（ドラムス）、ファウラーと彼の弟のトム・ファウラー（ベース）らと新しいMOIを結成して7か月間に及ぶ国内、カナダ、オーストラリア、ヨーロッパのツアーを行なった。そして9月にジャズ・ロック路線とブラックミュージックへの傾倒をミックスした『オーヴァーナイト・センセーション』を発表。その後も勢いは衰えを見せず、精力的なライブ活動の合間を縫って、ジャズ・ロック期の代表作として記憶する人も多い『アポストロフィ (')』（1974年）、高度な演奏テクニックに裏打ちされた「インカ・ローズ」などを収録した『ワン・サイズ・フィッツ・オール』（1975年）などのアルバムを続々と発表した。このMOIは上記のメンバーに加え、チェスター・トンプソン（ドラムス）、ナポレオン・マーフィ・ブロック（ボーカル、テナー・サクソフォーン、フルート）、デニー・ウォーリー（ギター）などの錚々たる実力派ミュージシャンの新メンバーにも支えられた。
1975年4月と5月、MOIはトンプソンに代わってテリー・ボジオを迎え、キャプテン・ビーフハートと共同名義の国内ツアーを行なった。同年10月に発表されたザッパ／ビーフハート／マザーズ名義のライブ・アルバム『ボンゴ・フューリー』を最後に、ザッパは新作アルバムの名義にMOIの名前を使わなくなり、全てをフランク・ザッパ名義にした。
1975年9月、ザッパはボジオ、エストラーダ、ブロック、アンドレ・ルイス（キーボード、ボーカル）と5人編成のMOIを結成。彼等は時にはゲスト・ミュージシャンを迎えながら、1976年3月までコンサート活動を行なった。この5人の活動を最後に、彼はライブ活動でもMOIの名前を使わなくなり、コンサートも全てフランク・ザッパ名義にした。

### ソロ
1976年10月、ザッパはボジオとの共同作業を軸にブロック、エストラーダを含む多数のメンバーを断片的に関与させて制作した『ズート・アリュアーズ』をフランク・ザッパ名義で発表した。同月、彼は正式名称をザッパ（以下、Zappa）とするバンドを編成して、初のフランク・ザッパ名義のツアーを開始した。メンバーはボジオ（ドラムス、ボーカル）、元ロキシー・ミュージックのエディ・ジョブソン（ヴァイオリン、キーボード）、パトリック・オハーン（ベース・ギター）、レイ・ホワイト（ボーカル、ギター）、ビアンカ・ソーントン（キーボード、ボーカル）で、MOI最後のツアーに引き続いて参加したボジオ以外は新顔だった。彼等は10月と11月に国内ツアー、翌1977年1月と2月にはヨーロッパ・ツアーを行なった。また1976年12月にはブレッカー・ブラザーズをはじめとするホーン・プレイヤーと元MOIのルース・アンダーウッド（パーカッション）らを迎えて、26日から29日までニューヨークのパラディアム・シアターでコンサートを開いた。その音源は1978年に『ザッパ・イン・ニューヨーク』として発表された。
1977年半ばにレーベル「ザッパ・レコード」を設立。ボジオ、オハーン、エイドリアン・ブリュー（ギター、ボーカル）、トミー・マーズ（キーボード、ボーカル）、ピーター・ウルフ（キーボード）、エド・マン（パーカッション）と、9月から11月まで国内ツアー、ロサンゼルスでの大晦日のコンサート、翌1978年1月から2月までヨーロッパ・ツアーを行なった。そして3月にザッパ・レコードの第1弾アルバムとして、主にヨーロッパ・ツアーで録音された音源にスタジオでオーバー・ダビングを施したものを中心に収録した『シーク・ヤブーティ』を発表した。続いて8月下旬から10月まで、マーズ、ウルフ、マン、アイク・ウィルス（ギター、ボーカル）、アーサー・バロウ（ベース・ギター）、ヴィニー・カリウタ（ドラムス）、元MOIのデニー・ウォーリー（ギター）らの新編成で国内とヨーロッパをツアー。翌1979年にはさらにウォーレン・ククルロ（ギター）を迎えて2月から4月までヨーロッパをツアーした。そしてこれらのメンバーを中心に近未来的ロック・オペラ『ジョーのガレージ』を制作して同年9月にAct I、11月にAct II & IIIを発表した。当時勃興していたパンク・ニュー・ウェイヴに近い音楽性を示した『シーク・ヤブーティ』と、ザッパ本人が「バイオニック・ファンク」と呼んだファンキーな側面を打ち出しつつレゲエ的短調や変拍子・ポリリズムをふんだんに多用した『ジョーのガレージ』の2作は、彼の80年代以降の音楽性を予期させるものであり、今日では代表作の中に含まれることも多い。だがバンドを巡るいざこざが再び起こり、新作は再び2年後の1981年の『ティンゼル・タウン・リベリオン』まで待たねばならなかった。
1980年、3月から7月までホワイト、ウィリス、バロウ、マーズ、デビッド・ロッグマン（ドラムス）と国内、カナダ、ヨーロッパをツアー。10月から12月まではロッグマンに代えてカリウタ、さらにスティーヴ・ヴァイ（ギター）、ボブ・ハリス（キーボード、トランペット、ボーカル）を迎えて国内とカナダをツアーした。1981年にはレーベル「Barking Pumpkin Records」を設立して、5月に第一弾のアルバム『ティンゼル・タウン・リベリオン』を発表。このアルバムには採譜係だったヴァイが成人したのを機にライヴ・デビューを果たした前年10月から12月までのツアーからの音源も収録されており、彼の実質的なデビュー作としても知られる。これ以降、ザッパは毎年のツアー録音を中心とした膨大な量の音源を再編集して作品化する手法にさらに磨きをかけ、年平均2〜3作という旺盛な新作発表を継続していった。
同年、ライヴ演奏のギターソロのみを集めた、ほぼ全編インプロヴィゼーションである『黙ってギターを弾いてくれ』が生み出された。このアルバムは様々な音源を題材としたが、実質的にはザッパとカリウタが生み出す超絶的なポリリズムの作品であると言えよう。ヴァイは本作のギター・ソロを正確に採譜するという仕事を任され、エフェクターやノイズまでを採譜した難業を成し遂げて、最終的に「The Frank Zappa Guitar Book」の出版をもたらした。
1981年9月、ホワイト、ヴァイ、マーズ、マン、スコット・チュニス（ベース・ギター）、チャド・ワッカーマン（ドラムス）、ロバート・マーティン（キーボード、テナー・サクソフォーン、ボーカル）と、12月まで国内とカナダ、翌1982年5月から7月までヨーロッパをツアーした。この顔ぶれを中心に制作された『たどり着くのが遅すぎて溺れる魔女を救えなかった船』が5月、『ザ・マン・フロム・ユートピア』が翌1983年3月に発表された。以後、チュニスとワッカーマンのリズム・セクションはザッパの活動の終点近くまで彼のバンドを支えていった。
1983年1月、マン、ワッカーマン、デヴィッド・オッカー（クラリネット）を連れてケント・ナガノが指揮するロンドン交響楽団と自作をレコ―ディングした。11日にロンドンのバービカン・センターにあるバービカン・ホールでコンサートが開かれ、翌12日から彼にとって初のフル・オーケストラによる自作録音が本格的なデジタル・レコーディング技術によって始まった。この技術の導入で録音後の編集作業は大いに簡便になり、同年6月に『London Symphony Orchestra Vol. I』、4年後の1987年9月に『London Symphony Orchestra Vol. II』が発表された。
1984年7月から9月上旬まで、ウィリス、ホワイト、チュニス、ワッカーマン、マーティン、アラン・ザヴオッド（キーボード）、元MOIのナポレオン・マーフィー・ブロック（テナー・サクソフォーン、ボーカル）と国内とカナダをツアー。ブロックは一か月で離脱したが、残りのメンバーは引き続いて一か月間のヨーロッパ・ツアーを行なったのち、10月から12月まで再び国内とカナダをツアーした。その模様の一部は1986年に『ダズ・ヒューモア・ビロング・イン・ミュージック?』として発表された。ザッパは「ライヴでやれることはすべてやりつくした」ことを理由に、それまでほぼ毎年行ってきた全米を中心としたツアーからの引退を表明した。
1984年発表の『ザ・パーフェクト・ストレンジャー』は、ピエール・ブーレーズの指揮によるアンサンブル・アンテルコンタンポランの演奏で、彼と現代音楽の接点の中でも最大のものと言える。本作は「初めてシンクラヴィアによる演奏が収録されたアルバム」で半数以上もの収録曲がシンクラヴィアによるという意義が大きい。同年には賛否両論を招いた実験作『Thing-Fish』と『Francesco Zappa』も発表された。前者は大幅にアレンジされた既発曲も含まれた3枚組の大作ロック・オペラで、『ジョーのガレージ』以上に台詞に力点が置かれ、非英語圏の聴き手には難解な作品となった。後者は18世紀の作曲家フランチェスコ・ザッパの作品をシンクラヴィアで演奏したもので、シンクラヴィアのための習作をユーモアに包む形で発表した作品という解釈が一部でなされた。
1985年9月、検閲委員会（PMRC）が開催を推進してアメリカ合衆国上院に於いて開かれた意見公聴会に反対側の参考人として招かれ、委員の前で導入前の検閲制度を批判した。PMRCは、後に第45代アメリカ合衆国副大統領となる民主党上院議員のアル・ゴアの夫人であるティッパー・ゴアが、11歳になる長女に自分が買い与えたプリンスの主演映画『プリンス/パープル・レイン』のサウンドトラック・アルバムに収録された「ダーリン・ニッキ」がマスターベーションを勧める内容を持っていることを知り、それを長女が聴いていることにショックを受けて設立を呼び掛けた委員会である。彼等は「性表現や暴力・ドラッグを美化したような描写の強い」と認定したレコードやCDのジャケットに、ステッカーで「親への勧告 - 露骨な内容」を意味する「Parental Advisory: Explicit Lyrics」と表示して親や保護者の注意を喚起するように、アメリカ国内のレコード会社に要請した。ザッパは、グレイトフル・デッドのファンであるティッパーを「文化テロリスト」と非難した。彼は同年、公聴会でのやり取りの音声記録をサンプリングした「ポルノ・ウォーズ」を作曲し、これを収録したアルバム『ミーツ・ザ・マザーズ・オブ・プリヴェンション』を緊急発表して、この問題をより幅広く世間に問うた。このアルバムのジャケットは「Parental Advisory: Explicit Lyrics」のステッカーのパロディーである。
1984年以降、ザッパのアルバムは、ツアーの録音素材をオーヴァーダブなしに編集したものとシンクラヴィア演奏とのハイブリッドという形態をとることが多くなっていった。そのハイライトが、ギター・ソロの「St.Ethienne」を除く収録曲全てがシンクラヴィアによるアルバム『ジャズ・フロム・ヘル』(1986年)である。本作は革新的な内容から、1988年の第30回グラミー賞のベスト・インストゥルメンタル・パフォーマンス部門を受賞した。彼は「笑ったよ、グラミー賞なんてインチキだと思ってるから」「功労賞みたいなもんだな」と、いかにも彼らしいコメントを残している
1985年から旧作のデジタル・リマスタリングに着手して「The Old Masters」シリーズを発表。1988年からは、未発表ライヴ音源を編集した「You Can't Do That On Stage Anymore」シリーズを初めとして旧作の発掘や音源の編集を開始した。
ザッパは民主党支持者でアメリカ合衆国大統領選挙への立候補を検討するが最終的に実現せず、選挙活動の代替案として1988年に大規模なワールド・ツアーを企画した。このツアーでは前回1984年のツアーに参加したウィリス、チュニス、ワッカーマン、マーティンに、マン、マイク・ケネリー（ギター、キーボード、ボーカル）、ポール・カーマン（アルト・サクソフォーン）、カート・マクゲットリック（バリトン・サクソフォーン）、アルバート・ウィング（テナー・サクソフォーン）、元MOIのファウラー兄弟を加えた総勢11名が動員された。全くの無名だったケネリーはこのバンドのオーディションでザッパに「あなたの曲はすべてギターとキーボードで弾ける」とアピールして採用され、ヴァイの後継となるStunt Guitaristとしてツアー全日程に同行した。ザッパのツアーではコンサートごとに演奏される曲が異なり新曲や未発表曲も多く演奏されることが典型的で、本ツアーでもレパートリーは100曲以上に及んだ。彼は一曲につき複数のアレンジを用意して、演奏中に自分の指示で即座に変奏することをメンバーに要求した。その為、リハーサルに4ヶ月半をかけ、その間の賃金を支払った。ツアーは6ヶ月間で企画され、2月と3月はアメリカ東部、4月から6月上旬までヨーロッパで行なわれた。さらに10週間のアメリカ・ツアーを経て、日本にまで行く予定だったが、リハーサルの時から始まったチュニスと他のメンバーの衝突が悪化する一方だったので、ザッパはツアーを6月で打ち切って残りのコンサートを全てキャンセルした。リハーサル期間を含めた賃金などの支払いに見込んでいた収入のあてがなくなり、ツアーの収支は大赤字だったという。結果的に彼の生涯最後のものになった本ツアーの模様は『ブロードウェイ・ザ・ハード・ウェイ』（1988年）、『ザ・ベスト・バンド』（1991年）、『メイク・ア・ジャズ・ノイズ』（1991年）など５組のライヴ・アルバムに収録された。この間に彼が大々的に行った選挙登録キャンペーンは、のちに多くのアーティストに模倣・導入された。
参考文献に基づいて、1976年10月から1988年6月までのZappaのメンバーの変遷を以下に示す。

### 晩年
1990年、ザッパは前立腺癌と診断された。癌は10年ほど前から進行しており、発見された時点で既に手遅れの状態だった。彼は共和党のロナルド・レーガンに強く反対して1980年代末から1990年代初頭にかけて大統領選挙への出馬を検討して会見まで行ったが、治療に専念する為に断念した。
1991年、1988年のツアーを収録したアルバム群の最後を飾る『メイク・ア・ジャズ・ノイズ』を発表。1992年には「You Can't Do That On Stage Anymore」シリーズ最終作である『Vol.6』とMOIの1971年のライヴ・ドキュメンタリー・アルバム『プレイグラウンド・サイコティクス』、1993年にはMOIが1968年にロイヤル・フェスティバル・ホールでBBC交響楽団の団員と共演した時の模様を収録した『アヘッド・オブ・ゼア・タイム』を発表した。
1992年の、最晩年の活動であるアンサンブル・モデルンとの共演は殊に重要である。彼はロンドン交響楽団やブーレーズとの共演にも決して満足しなかったが、自分の音楽に情熱的に取り組むアンサンブル・モデルンの姿勢にいたく感銘を受け、病状と予後を十分に認識しながら、この共演に全精力を傾けた。1992年9月のライブ録音は『イエロー・シャーク』として結実するが、同時に彼の遺作になった。
1993年12月4日、フランク・ザッパは前立腺癌のため52歳で死去した。

## 音楽
ザッパの音楽のルーツは、20世紀の現代音楽とブラック・ミュージックである。彼は14歳の頃にエドガー・ヴァレーズ(1883年－1965年)の作品集を初めて購入して夢中になり、イゴール・ストラヴィンスキー(1882年－1971年)やアントン・ウェーベルン(1883年－1945年)の作品も熱心に聴いていたが、同時に膨大な量のR&Bのレコードをも聴き漁っていた。キャリアの初めにはドラムスを選んだが、ソウル・ミュージックのカバー・バンドだったザ・ソウル・ジャイアンツにギタリストとして加入した。しかし活動を続けていくうちにそうしたジャンルを越え、多彩な要素を盛り込んだ音楽を創造していった。
楽曲面においては変拍子・連符・ポリリズムなどを駆使し執拗に変化する複雑なリズム、転調・移調の多用と独特のハーモニー、多彩なヴォーカルと分厚いコーラス、長尺のギター・ソロに代表される豊かな即興、大胆な他作品の引用などが特徴であるが、それらをあくまでポピュラー・ミュージックの埒内で構成する姿勢が彼の持ち味である。1970年6月に結成した新しいMOI以降、フロー＆エディをはじめ複数のボーカリストを起用し、ジャズ・ロック期以降には複数のリズム・ギタリストやキーボーディスト、時にブラス・セクションを加えた大所帯のアンサンブルが目立つようになる。ツアーの前には綿密なリハーサルを繰り返して複数パターンのアレンジを練り直し、自分が出す指示によってどのパターンも瞬時に演奏できるようメンバーにその要諦を徹底的に叩き込んだといわれる。彼の音楽性は時代によって異なるが、過去の作品を埋もれさせることはなく、1988年の生涯最後のツアーでも1960年代のMOIの作品を演奏した。
ザッパは正規の音楽教育を受けたことはなく大学の音楽の講義に潜り込んでいた程度だったので、独学でかなりの研鑽を積んだとみられる。ブーレーズ本人の指揮による「ル・マルトー・サン・メートル」のレコードをスコアを見ながら聴いて演奏の不正確さに気付き、後にそれを本人に指摘したというエピソードからも、彼が相当な読譜力を持っていたことが分かる。ただしセリー（十二音音楽）やトーン・クラスターといった現代音楽の代表的な手法を使うことは殆んどなく、自分の作曲法に関してことさらに理論的な裏付けを示すようなことも行わなかった。現代音楽でもミニマル・ミュージックに対しては明確な嫌悪感を示している。こうした事実も考慮すると彼の作曲法は多分に手癖なども含めた経験主義的なものであったとみられる、
没後約30年間、現代音楽界において彼の音楽が論じられることは殆んどなかったが、彼の作品は屢々クラシック音楽の演奏家達に取り上げられてきた。マイケル・キーラン・ハーヴェイや先述のアンサンブル・モデルン、アンサンブル・アンブロシアス、ハルモニア・アンサンブル、オムニバス・ウィンド・アンサンブル等は彼の作品のみを収録したアルバムを発表し、ノルウェー放送管弦楽団はかつてブーレーズの指揮した"The Perfect Strangers"を演奏した。他にも、メリディアン・アーツ・アンサンブル等のように、彼の作品を演奏する楽団は少なからず存在する。

## 人物と思想/歌詞
- 政治批判 :共和党と、集票基盤であるキリスト教原理主義に強く反対し、作品やライブで選挙人登録を訴えた。特にリチャード・ニクソン、ロナルド・レーガンらの政治家、モラル・マジョリティー、ジェリー・ファルウェル[113]、パット・ロバートソン、少女買春のスキャンダルが明るみに出たTV宣教師のジミー・スワッガートらの宗教関係者、PMRCによる検閲などを強く批判した[114]。
- 社会風刺　各時代の流行や、若年層のセックスやドラッグ問題、市井の人間の行状などを揶揄した。
- 現代風俗　実在の地名や人名、国名や人種名などの固有名詞が頻出した。
- 性風俗　ゲイやSMといった題材をしばしば批判的に取り上げた。

- 大統領選挙への出馬を真剣に検討したことがある。共和党のロナルド・レーガンに強く反対していたザッパは、1980年代末から1990年代初頭にかけて大統領選挙への出馬を検討し、出馬の会見までおこなったが、ガンのため、実現しなかった。

言葉遊びによる造語や異国語の混入、スラングやメタファーの多用された独特の言い回しも多かった。実在のミュージシャンを茶化して言及したり、ツアーによっては時事的な話題を盛り込んで歌詞を改作することもままあった。
- 政治や宗教・社会構成などに対して思想と主義を持っており、それらの事柄に関して独自の意見を述べることでも有名であった。彼は、軽い税金、または所得税廃止といった自由を重視した信条の持ち主であった一方、現存の教育制度と組織化された宗教または宗教団体を痛烈に批判した。共和党のニクソンやレーガンに激しい嫌悪感を示すなど、とことん反権力の人物でもあった。ザッパの政治的な活動で最も知られるのは、言論の自由を守ることの重要さを大々的に訴え、検閲に反対する姿勢を貫いたことであろう。
- 生前、「宇宙には普遍的なものが2つある。水素と愚かさである」という言葉を残していた[115]。
- エキセントリックな側面が誇張して語られがちであるが、音楽への取り組みはきわめて真摯であり、古い作品をCD化する際にアナログマスターをそのままデジタル・マスタリングするミュージシャンが大半であった中、彼は過去の作品全てを自らリミックス・リマスタリング、時にはオーヴァーダブや編集も施している。さらには亡くなる直前の1993年に一部のアルバムのリマスタリングを行い、暫定的な決定版とした。この1993年盤は本人が数あるマスターから最終的なOKを選んだ「承認マスター」と呼ばれ、1995年以降の再発CDではこのマスターが使用されている

## 家族
1960年、ザッパは当時通っていたシャフィー・ジュニア・カレッジで、ケイ・シャーマン（Kay Sherman）に出会い、一緒に退学して同棲し始め、やがて結婚した。しかし結婚生活は破綻して二人は1963年に離婚し、ザッパは家を出てパル・レコーディング・スタジオに寝泊まりするようになった。
1967年9月21日、MOI初のヨーロッパ・ツアーに発つ数日前、ザッパはアデレード・ゲイル・スロートマン（Adelaide Gail Sloatman）と再婚した。二人はムーン・ザッパ、ドゥイージル・ザッパ、アーメット・ザッパ、ディーヴァ・シン・マフィン・ピジーン・ザッパの二男二女を儲け、1993年にザッパが病没するまで連れ添った。子供達はいずれもアーティスト・俳優・ミュージシャン・作家など多彩な活動を行っており、ザッパのバンドとの共演経験もある。長男のドゥイージルは、80年代にロック・ギタリストとして登場し、21世紀には父のレパートリーを再演するプロジェクト「ザッパ・プレイズ・ザッパ」を主宰している。次男アーメットのフルネームはAhmet Emuukha Rodan Zappaで、Rodan（ロダーン）は怪獣ラドンの海外名である。
ザッパの没後、ゲイルはザッパ・ファミリー・トラストを設立して家の地下室に残された膨大な量の未発表音源のマスター・テープを管理し、未発表テイクやライヴ音源を新譜として頻繁に発表してきた。彼女は2015年に70歳で病没したが、子供達が彼女の遺志を引き継いで、彼の逝去後30年近くたった2024年現在も、遺作を次々に発表している。
聖飢魔IIのジェイル大橋こと大橋隆志によると、彼が1987年に結成したキャッツ・イン・ブーツがアメリカでメジャー・デビューできたのはドゥイージルとザッパのサポートが大きかった。2人のアメリカ人メンバーがドゥイージルとの繋がりがあった事から、キャッツ・イン・ブーツのデモ音源がザッパの手に渡り、更に彼のビジネスマネージャーで後にバンドのマネージャーになる人物の手に渡って、最終的にEMIと契約に漕ぎ着ける事に成功した。

## アルバム『レザー』
アルバム『レザー』は、1977年にレコーディングが終了して、同年中に4枚組のアルバムとして発表される予定であった。ところがディスクリート・レコードの作品の配給元であるワーナー・ブラザーズの一方的なクレーム・要求に憤りを感じたザッパが、発表前に収録曲を全てラジオで放送するという強硬策に打って出た。『レザー』収録予定曲を契約上の都合でバラバラのアルバムとして発表した『スタジオ・タン』(1978年）、『スリープ・ダート』（1979年）、『オーケストラル・フェイヴァリッツ』（1979年）や、収録予定曲の含まれた『ザッパ・イン・ニューヨーク』（1978年）、『シーク・ヤブーティ』（1979年）、『ジョーのガレージ』（1979年）などは発売されたものの、『レザー』自体は、ザッパ亡き後、遺族によって1996年にCD化されるまでは長らくお蔵入りとなっていた。
90年代のCD化にあたってインストゥルメンタルにヴォーカルがオーヴァーダブされるなど、当該三作の大胆なアレンジが行われたのは、『レザー』発売のための布石であったと思われる。なお、『レザー』収録曲の中で既発の曲はすべてヴァージョン違いである。

## 日本公演
1976年2月上旬、ザッパはテリー・ボジオ（ドラムス）、ナポレオン・マーフィー・ブロック（テナー・サクソフォーン、ボーカル）、ロイ・エストラーダ（ベース・ギター、ボーカル）、アンドレ・ルイス（キーボード、ボーカル）の4人を率いて、MOI初の、そして唯一の日本公演を行なった。
- 1976年2月1日　東京　浅草国際劇場 (浅草最大のロックショウ)
- 1976年2月3日　大阪　厚生年金会館
- 1976年2月4日　京都　京大西部講堂
- 1976年2月5日　東京　日本青年館

5人編成は1966年以後のMOIとしては最小規模で、彼等は1975年9月から1976年3月まで、時にはゲスト・ミュージシャンを迎えながらコンサート活動を行なった。1976年2月の日本公演は、1976年1月から3月まで行なわれたハワイ、日本、オーストラリア、ニュージーランド、ヨーロッパを巡るワールド・ツアーに組み込まれていた。
2月3日の大阪公演で録音された'Black Napkins'が『ズート・アリュアーズ』に、'Hands with a Hammer'と’Zoot Allures'がYou Can't Do That On Stage Anymore, Vol.3に収録された。
このワールド・ツアーはMOIの名前が使われた最後のもので、以後のツアーではザッパが率いるバンドの正式名称はZappaになった。彼はZappaを率いて再来日することなく、1993年に病没した。

## 日本での受け取られ方
- 著名なファンや研究者には大山甲日、ヤギヤスオ（八木康夫）、オダギリジョーなどがいる。
- アナログ時代には日本での認知度が低かった事もあり、名作の誉れ高い『ホット・ラッツ』を初めとして国内盤が発売されなかった作品も多い。1976年2月に日本公演が行なわれて、「ファン同士のネットワークが形成され」、「それまでの奇人変人といった評価から、彼の正統的な音楽性が評価されはじめ」[125]たことで、国内盤の発売が増えたという。アナログ時代の国内レーベルは日本グラモフォン、ビクター、ワーナー・パイオニア、CBSソニー、東芝EMI各社である。CD化以降はMSI, ビデオアーツにより国内盤が発売された。
- 当初、国内盤のアルバム名や楽曲の多くに原題とは全く無関係な邦題がつけられた。正方形や三角形がジャケットに描かれたアルバム"Ship Arriving Too Late To Save A Drowning Witch"には『フランク・ザッパの○△□』、"No Not Now"という楽曲には『いまは納豆はいらない』というように、単に原題の語感やジャケットのデザインにこじつけただけのものだった。これらはCBSソニーのディレクターで当時ザッパを担当していた黒田日出良（渚十吾）が考案したとされる[126]。さらに、これらの国内盤にはヤギヤスオの解説文が寄せられ、『フランク・ザッパの○△□』には「回を重ねるごとにエスカレートする超豪華解説書『マンコ・カパックの友』」が付された[126]。
- 1999年、ライコディスクより日本だけの企画として、ザッパのベスト盤シリーズ"Meets Frank Zappa"が発売された。ザッパを敬愛するPANTA（頭脳警察）と山本精一・ATR・HILAH（ボアダムス）、下山淳（ルースターズ）、EL-MALO、谷中敦（東京スカパラダイスオーケストラ）、SUGIZO（LUNA SEA）が選曲し、八木康夫が監修した。

## ディスコグラフィ
- Freak Out! (フリーク・アウト!／1966年)
- Absolutely Free (マザーズ・オブ・インヴェンションの自由な世界 / アブソリュートリー・フリー／1967年)
- We're Only In It For The Money (マザーズ・オブ・インヴェンションのおかしな世界 / ウィー・アー・オンリー・イン・イット・フォー・ザ・マニー／1968年)
- Lumpy Gravy (ランピー・グレイヴィ／1968年)
- Cruising With Ruben & The Jets (クルージング・ウィズ・ルーベン&ザ・ジェッツ／1968年)
- Mothermania (マザーマニア／1969年)
- Uncle_Meat (アンクル・ミート／1969年)
- Hot Rats (ホット・ラッツ／1969年)
- Burnt Weeny Sandwich (バーント・ウィーニー・サンドウィッチ／1970年)
- Weasels Ripped My Flesh (いたち野郎／1970年)
- Chunga's Revenge (チュンガの復讐 / チャンガの復讐／1970年)
- Fillmore East, June 1971 (" フィルモアのマザーズ " 1971年6月 / フィルモア・ライヴ '71／1971年)
- 200 Motels (200モーテルズ／1971年)
- Just Another Band From L.A. (LAからやってきたバンド / ジャスト・アナザー・バンド・フロム L.A.／1972年)
- Waka/Jawaka (ワカ/ジャワカ／1972年)
- The Grand Wazoo (グランド・ワズー／1972年)
- Over-Nite Sensation (興奮の一夜 / オーヴァーナイト・センセーション／1973年)
- Apostrophe (') (アポストロフィ (')／1974年)
- Roxy & Elsewhere (10年目のマザーズ＝ロキシー・ライヴ / ロキシー&エルスウェア／1974年)
- One Size Fits All (万物同サイズの法則 / ワン・サイズ・フィッツ・オール／1975年)
- Bongo Fury (狂気のボンゴ / ボンゴ・フューリー／1975年)
- Zoot Allures (虚飾の魅惑 / ズート・アリュアーズ／1976年)
- Zappa In New York (ザッパ雷舞イン・ニューヨーク / ザッパ・イン・ニューヨーク／1978年)
- Studio Tan (スタジオ・タン／1978年)
- Sleep Dirt (スリープ・ダート／1979年)
- Sheik Yerbouti (シーク・ヤブーティ／1979年)
- Orchestral Favorites (オーケストラル・フェイヴァリッツ／1979年)
- Joe's Garage Act I (ジョーのガレージ第1集 / ジョーのガレージ Act I／1979年)
- Joe's Garage Acts II & III (ジョーのガレージ第2, 3集 / ジョーのガレージ Act II & III／1979年)
- Tinsel Town Rebellion (ティンゼルタウンの暴動 / ティンゼル・タウン・リベリオン／1981年)
- Shut Shut Up 'N Play Yer Guitar (黙ってギターを弾いてくれ／1981年)
- Shut Shut Up 'N Play Yer Guitar Some More (黙ってもう少しギターを弾いてくれ／1981年)
- Return Of The Son Of Shut Up 'N Play Yer Guitar (黙ってギターを弾いてくれのセガレの帰還／1981年)
- You Are What You Is (我こそつまるところ己れなり / ユー・アー・ホワット・ユー・イズ／1981年)
- Ship Arriving Too Late To Save A Drowning Witch (フランク・ザッパの○△□ / たどり着くのが遅すぎて溺れる魔女を救えなかった船／1982年)
- The Man From Utopia (ハエ・ハエ・カ・カ・カ・ザッパ・パ！ / ザ・マン・フロム・ユートピア／1983年)
- Baby Snakes (ベイビー・スネイクス／1983年)
- London Symphony Orchestra Vol. I (ロンドン・シンフォニー・オーケストラ Vol. I／1983年)
- The Perfect Stranger (ザ・パーフェクト・ストレンジャー／1984年)
- Them Or Us (奴らか?俺たちか? / ゼム・オア・アス／1984年)
- Thing-Fish (シング・フィッシュ／1984年)
- Francesco Zappa (フランチェスコ・ザッパ／1984年)
- The Old Masters Box One (オールド・マスターズ・ボックス1／1985年)
- Frank Zappa Meets The Mothers Of Prevention (ミーツ・ザ・マザーズ・オブ・プリヴェンション／1985年)
- Does Humor Belong In Music? (ダズ・ヒューモア・ビロング・イン・ミュージック?／1986年)
- The Old Masters Box Two (オールド・マスターズ・ボックス2／1986年)
- Jazz From Hell (ジャズ・フロム・ヘル／1986年)
- London Symphony Orchestra Vol. II (ロンドン・シンフォニー・オーケストラ Vol. II／1987年)
- The Old Masters Box Three（オールド・マスターズ・ボックス3／1987年）
- Guitar（ギター／1988年）
- You Can't Do That On Stage Anymore Vol. 1 (ユーキャントどうだザットこの凄さ! / オン・ステージ Vol.1／1988年)
- You You Can't Do That On Stage Anymore Vol. 2 (ヘルシンキテープス'74 / オン・ステージ Vol.2／1988年)
- Broadway Broadway The Hard Way (ブロードウェイ・ザ・ハード・ウェイ／1988年)
- You You Can't Do That On Stage Anymore Vol. 3 (オン・ステージ Vol.3／1989年)
- The Best Band You Never Heard In Your Life (ザ・ベスト・バンド／1991年)
- Make a Jazz Noise Here (メイク・ア・ジャズ・ノイズ／1991年)
- You Can't Do That On Stage Anymore Vol. 4 (オン・ステージ Vol.4／1991年)
- You You Can't Do That On Stage Anymore Vol. 5 (オン・ステージ Vol.5／1992年)
- You Can't Do That On Stage Anymore Vol. 6 (オン・ステージ Vol.6／1992年)
- Playground Psychotics (プレイグラウンド・サイコティクス／1992年)
- Ahead Of Their Time (アヘッド・オブ・ゼア・タイム／1993年)
- The Yellow Shark (イエロー・シャーク／1993年)
- Civilization Phaze III (文明、第三期／1994年)
- The Lost Episodes (ロスト・エピソード／1996年)
- Läther (レザー／1996年)
- Frank Zappa Plays The Music Of Frank Zappa (1996年)
- Have I Offended Someone? (ハヴ・アイ・オフェンディッド・サムワン?／1997年)
- Mystery Disc (ミステリー・ディスク／1998年)
- Everything Is Healing Nicely (1999年)
- FZ:OZ (2002年)
- Halloween (ハロウィーン／2003年) (DVD-Audio)
- Joe's Corsage (ジョーのコサージュ／2004年)
- QuAUDIOPHILIAc (2004年) (DVD-Audio)
- Joe's Domage (ジョーのドマージュ／2004年)
- Joe's Xmasage (ジョーのクリスマスアージ／2006年)
- Imaginary Diseases (2006年)
- Trance Fusion (トランス-フュージョン／2006年)
- The Making Of Freak Out! - An FZ Audio Documentary (2006年)
- The Mofo Project/Object (2006年)
- The Frank Zappa AAAFNRAA Birthday Bundle (2006年) (iTunes)
- Buffalo (2007年)
- The Dub Room Special! (2007年)
- Wazoo (2007年)
- One Shot Deal (2008年)
- Joe's Menage (2008年)
- Lumpy Money (2008年)
- The Frank Zappa aaafnraaa Birthday Bundle (2008年) (iTunes)
- Philly '76 (2009年)
- Greasy Love Songs (2010年)
- Congress Shall Make No Law (2010年)
- Hammersmith Odeon (2010年)
- The Frank Zappa Aaafnraaaa Birthday Bundle (2010年) (iTunes)
- Feeding The Monkies At Ma Maison (2011年)
- Carnegie Hall (2011年)
- The FRANK ZAPPA AAAFNRAAAAAM Birthday Bundle 21 (2011年) (iTunes)
- Road Tapes, Venue #1 (2012年)
- Understanding America (2012年)
- Finer Moments (2012年)
- Baby Snakes The Compleat Soundtrack (2012年)
- Road Tapes, Venue 2 (2013年)
- A Token Of His Extreme (Soundtrack) (2013年)
- Joe's Camouflage (2014年)
- Roxy By Proxy (2014年)
- Dance Me This (2015年)
- Road Tapes, Venue 3 (2016年)
- The Crux Of The Biscuit Project/Object (2016年)
- Frank Zappa For President (2016年)
- ZAPPAtite - Frank Zappa's Tastiest Tracks (2016年)
- Meat Light - The Uncle Meat Project/Object Audio Documentary (2016年)
- Little Dots (2016年)
- Chicago '78 (2016年)
- Halloween 77 (2017年) (USB Box Set) (ハイレゾ: 24-bit 44.1 kHz WAV)
- Halloween 77 (2017年) (3CD)
- The Roxy Performances (2018年)
- Zappa In New York - 40th Anniversary Deluxe Edition (2019年)
- Orchestral Favorites - 40th Anniversary Edition (2019年)
- Halloween 73 (2019年)
- Halloween 73 Highlights (2019年)
- The Hot Rats Sessions (2019年)
- The Mothers 1970 (2020年)
- Halloween 81 (2020年)
- Halloween 81 Highlights From The Palladium, New York City (2020年)
- Zappa Original Motion Picture Soundtrack (2020年)
- Zappa '88: The Last U.S. Show (2021年)
- 200 Motels 50th Anniversary (2021年)
- The Mothers 1971 (2022年)
- Zappa/Erie (2022年)
- Zappa '75: Zagreb/Ljubljana (2022年)
- Waka/Wazoo (2022年)
- Zappa '80 Mudd Club/Munich (2023年)
- Funky Nothingness (2023年)
- Over-Nite Sensation 50th Anniversary Edition (2023年)
- Whisky a Go Go 1968 (2024年)

### Beat the Bootsシリーズ (Official Bootleg)
- Beat the Boots! (1991年)
  - As an Am (雑派大魔神ボストンで立腹)
  - The Ark (雑派大魔神ニューヨークで憤激)
  - Freaks & Mother*#@%! (雑派大魔神フィルモアで逆襲)
  - Unmitigated Audacity (雑派大魔神ノートルダムで激怒)
  - Any Way the Wind Blows (雑派大魔神パリで逆鱗)
  - 'Tis the Season to Be Jelly (雑派大魔神スウェーデンで逆上)
  - Saarbrücken 1978 (雑派大魔神ザールブルュッケンで激昂)
  - Piquantique (雑派大魔神ストックホルムで激憤+シドニーで憤慨)
- Beat the Boots! II (1992年)
  - Disconnected Synapses
  - Tengo Na Minchia Tanta
  - Electric Aunt Jemima
  - At the Circus
  - Swiss Cheese / Fire!
  - Our Man in Nirvana
  - Conceptual Continuity
- Beat the Boots III (2009年)
  - 6枚組[127][128][129][130][131][132]
  - Amazon、iTune Store、Napstarのダウンロード販売のみ。

### Meets Frank Zappaシリーズ
※日本だけの企画である。
- Panta From Brain Police Meets Frank Zappa (Panta From 頭脳警察 meets フランク・ザッパ) (1999年)[133]
- El-Malo Meets Frank Zappa (エル・マロ meets フランク・ザッパ) (1999年)[134]
- Seiichi Yamamoto, Atr, Hilah From Boredoms Meets Frank Zappa (山本精一，ATR，HILAH from ボアダムス meets フランク・ザッパ) (1999年)[135]
- Jun Shimoyama Ex-The Roosters Meets Frank Zappa (下山淳 ex-ザ・ルースターズ meets フランク・ザッパ) (1999年)[136]
- Atsushi Yanaka From Tokyo SKA Paradise Orchestra Meets Frank Zappa (東京スカパラダイスオーケストラ 谷中敦 meets フランク・ザッパ) (1999年)[137]
- Sugizo Meets Frank Zappa (Sugizo meets フランク・ザッパ) (1999年)[138]

### パル・レコーディング・スタジオ関係

#### Ned and Nelda
- Hey Nelda / Surf Along (1963年）[32]

#### Baby Ray and The Ferns
- How's Your Bird / The World's Greatest Sinner (1963年）[34]

#### 編集アルバム
- 『クカモンガ』（1998年）

## フィルモグラフィ
- 200 Motels（1971年）[139]
- Baby Snakes（1979年）[140][141]
- The Dub Room Special（1982年）[142][143]
- Does Humor Belong in Music?（1985年）[144]
- Video from Hell（1987年）[145][146]
- Uncle Meat（1987年）[147][148]
- The Amazing Mr. Bickford（1987年）[149][150]
- The True Story of Frank Zappa's 200 Motels（1989年）[151][152]
- Frank Zappa: Apostrophe (‘)/Over-Nite Sensation（2007年）[153]
- The Torture Never Stops（2008年）[154]
- A Token Of His Extreme（2013年）[155]
- Roxy: The Movie（2015年）[156]
- Zappa（英語版）（2020年）[157]

## 書籍
- The Frank Zappa Songbook Vol. 1（1973年）[158]
- The Frank Zappa Guitar Book（1982年）[87]
- Them Or Us – The Book（1982年）[159]
- The Real Frank Zappa Book（1989年）[160]
- Frank Zappa – Hot Rats（2001年）[161]
- Frank Zappa – Apostrophe (‘)（2008年）[162]
- Frank Zappa – Over-Nite Sensation（2011年）[163]
- Frank Zappa And The Mothers Of Invention – One Size Fits All（2011年）[164]

## 参加作品

### プロデュース
- ジェファーソン・エアプレイン
  - 'Would You Like A Snack?'（1968年）[注釈 81][165]
- キャプテン・ビーフハート・アンド・ヒズ・マジック・バンド
  - 『トラウト・マスク・レプリカ』（1969年）[注釈 82]
- Wild Man Fischer
  - An Evening with Wild Man Fischer（1969年）[注釈 83]
- Jeff Simmonds
  - Lucille Has Messed My Mind Up（1969年）[注釈 84]
- The GTOs
  - Permanent Damage（1969年）[注釈 85]
- アリス・クーパー
  - Pretties for You（1969年）[注釈 86]
- Ruben and the Jets[注釈 87]
  - For Real!（1973年）
- グランド・ファンク・レイルロード
  - 『熱い激突』（1976年）
- L. Shankar
  - Touch Me There（1979年）[注釈 88]

### 客演・共演
- アニマルズ
  - アニマリズム（1966年）[注釈 89][166]
- ザ・モンキーズ
  - テレビ『ザ・モンキーズ・ショー』（1968年9月27日）[注釈 90][167]
  - 映画『ザ・モンキーズ 恋の合言葉HEAD!』（1968年）[注釈 91]
- ジャン＝リュック・ポンティ
  - King Kong: Jean-Luc Ponty Plays the Music of Frank Zappa（1970年）
- ジョン・レノン・アンド・ヨーコ・オノ
  - 『サムタイム・イン・ニューヨーク・シティ』（1972年）[注釈 92]

## 主な日本語の参考書籍 （含翻訳）
以下の書籍のうち、ザッパ本人が著作に関与したものは『ザ・リアル・フランク・ザッパ・ブック』及び『フランク・ザッパ自伝』の原著のみである。
| 出版年月日     | 書名                                                 | 著者                                                                    | 出版社                     | ISBN                |
| -------------- | ---------------------------------------------------- | ----------------------------------------------------------------------- | -------------------------- | ------------------- |
| 1991年4月1日   | ザ・リアル・フランク・ザッパ・ブック                 | フランク・ザッパ (著), ピーター・オチオグロッソ (著), 三沢枝津子 (翻訳) | 白夜書房                   | ISBN 978-4893672100 |
| 1994年5月      | ユリイカ - 特集=フランク・ザッパ越境するロック       | 山本直樹、清水俊彦、秋田昌美、大里俊晴、岸野雄一                        | 青土社                     | ISSN 1342-5641      |
| 1998年12月     | 大ザッパ論―20世紀鬼才音楽家の全体像                  | 大山甲日                                                                | 工作舎                     | ISBN 978-4875023043 |
| 2001年12月     | 大ザッパ論〈2〉鬼才音楽家の足跡1967‐1974             | 大山甲日                                                                | 工作舎                     | ISBN 978-4875023616 |
| 2004年2月7日   | フランク・ザッパ自伝                                 | フランク・ザッパ (著), ピーター・オチオグロッソ (著), 茂木健 (翻訳)     | 河出書房新社               | ISBN 978-4309267197 |
| 2015年12月21日 | フランク・ザッパを聴く ―アルバム・ガイド大全―        | 大山甲日                                                                | ヤマハミュージックメディア | ISBN 978-4636919363 |
| 2020年12月1日  | フランク・ザッパ攻略ガイド: やれるもんならやってみな | 和久井光司                                                              | 河出書房新社               | ISBN 978-4309291147 |
| 2022年4月1日   | フランク・ザッパ                                     | バリー・マイルズ（著），須川宗純（翻訳）                                | Pヴァイン                  | ISBN 978-4910511122 |